# Prison de Bordeaux
Pour les articles homonymes, voir Bordeaux.
 (janvier 2011).
Si vous disposez d'ouvrages ou d'articles de référence ou si vous connaissez des sites web de qualité traitant du thème abordé ici, merci de compléter l'article en donnant les références utiles à sa vérifiabilité et en les liant à la section « Notes et références ».
Ne doit pas être confondu avec Centre pénitentiaire de Bordeaux-Gradignan.
L'établissement de détention de Montréal, mieux connu sous le nom de prison de Bordeaux, est une prison provinciale du Québec située dans le nord de l'île de Montréal, plus exactement au 800, boulevard Gouin Ouest, Montréal. 
La prison accueille actuellement des prisonniers masculins condamnés à des peines de moins de deux ans d'emprisonnement et des prévenus en attente de procès. 
Elle est la plus importante prison provinciale du Québec, avec une capacité maximale de 1 357 prévenus et détenus. Le record de personnes incarcérées à Bordeaux fut de 1656, le 8 mars 2014[réf. souhaitée].

## Histoire

### Influences auburniennes et pennsylvaniennes

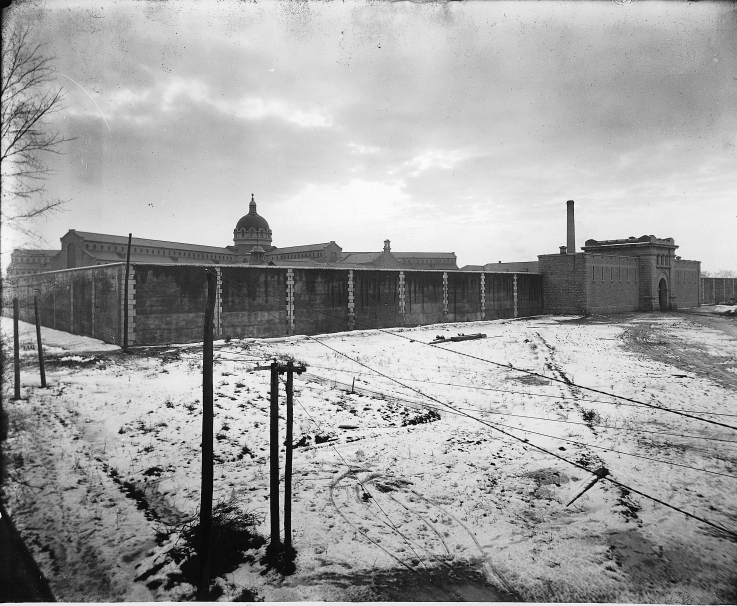
La prison de Bordeaux en 1912

Construite de 1908 à 1912, selon les plans de l'architecte montréalais Jean-Omer Marchand, cet établissement était à l'époque une des seules prisons de régime pennsylvanien au Canada. Le coût initial accordé pour sa construction est de 500 000 dollars. Mais, en 1912, le Trésor public avait déjà dépensé plus de deux millions et demi.
Ce type de détention était en vogue en Europe du XIXe siècle. Cependant, le nom de ce système est dû au premier pénitentiaire de ce genre érigé, en 1821 en Pennsylvanie, aux États-Unis. On y favorisait l'isolement cellulaire de jour et de nuit. La philosophie sur laquelle se base ce système, tirée de celle des quakers, est que la méditation conduit au repentir et à l'amendement du coupable. Ce régime réalise la séparation totale des détenus, à la différence du régime auburnien, où s'applique un régime de travail en commun en silence le jour et d'isolement cellulaire la nuit.
Après un certain débat, les autorités de l'époque sont convenues d'appliquer à la prison de Bordeaux le régime de vie auburnien à l'intérieur d'une infrastructure carcérale de type Pennsylvanien, permettant ainsi une meilleure adaptation sécuritaire selon les besoins.

### Covid-19
Dans le cadre de la pandémie de Covid-19 plusieurs cas positifs surviennent dans l'enceinte de l'établissement. Il est estimé que 2% de la population carcérale est infectée. Des secteurs complets de prisonniers sont mis en isolement, ce qui donne lieu à des débordements. Au moins un prisonnier décède de la Covid-19, le 20 mai 2020. Il s'agit d'un homme de 72 ans dont l'identité n'est pas révélée.

## Architecture

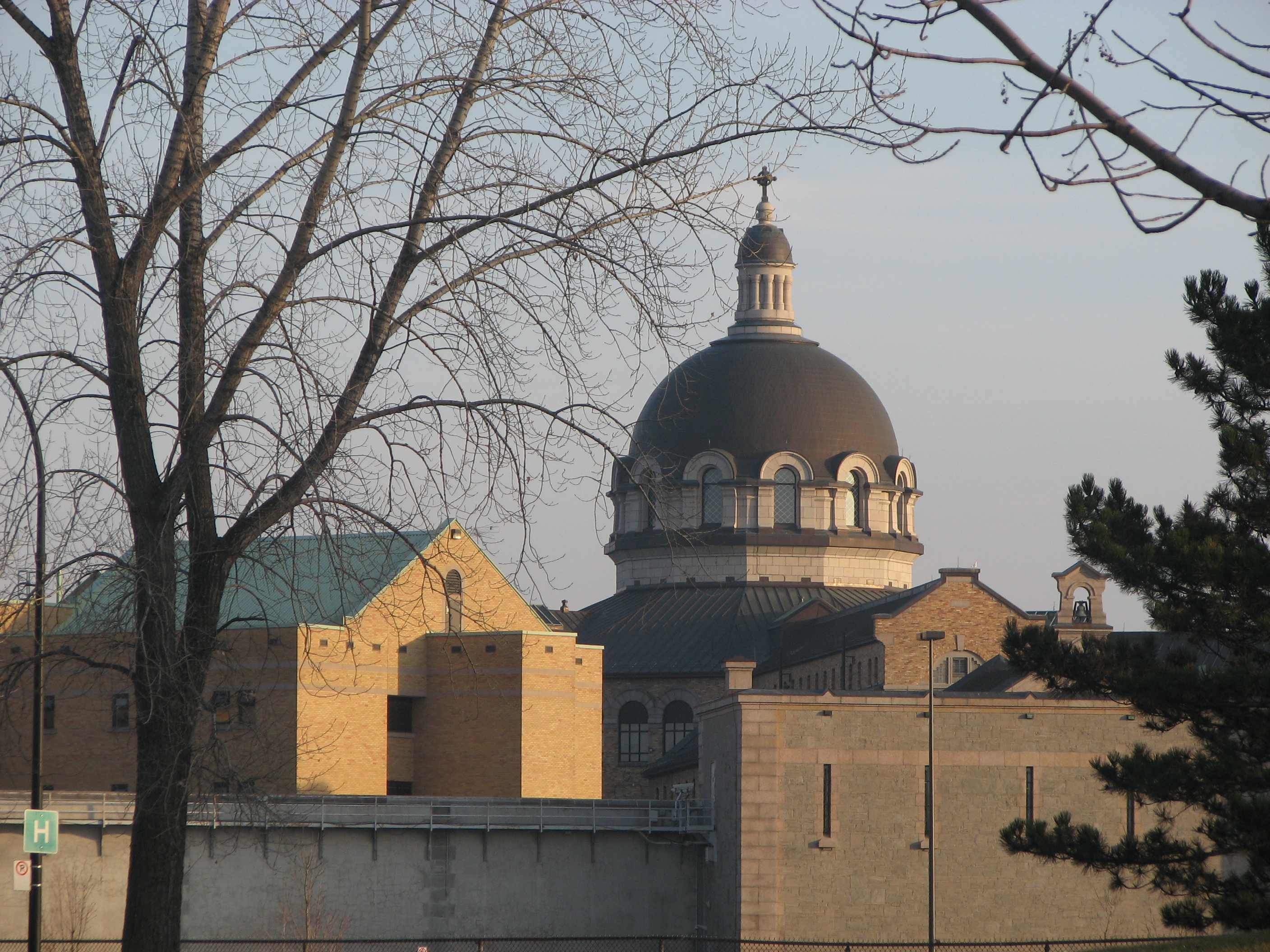
Coupole

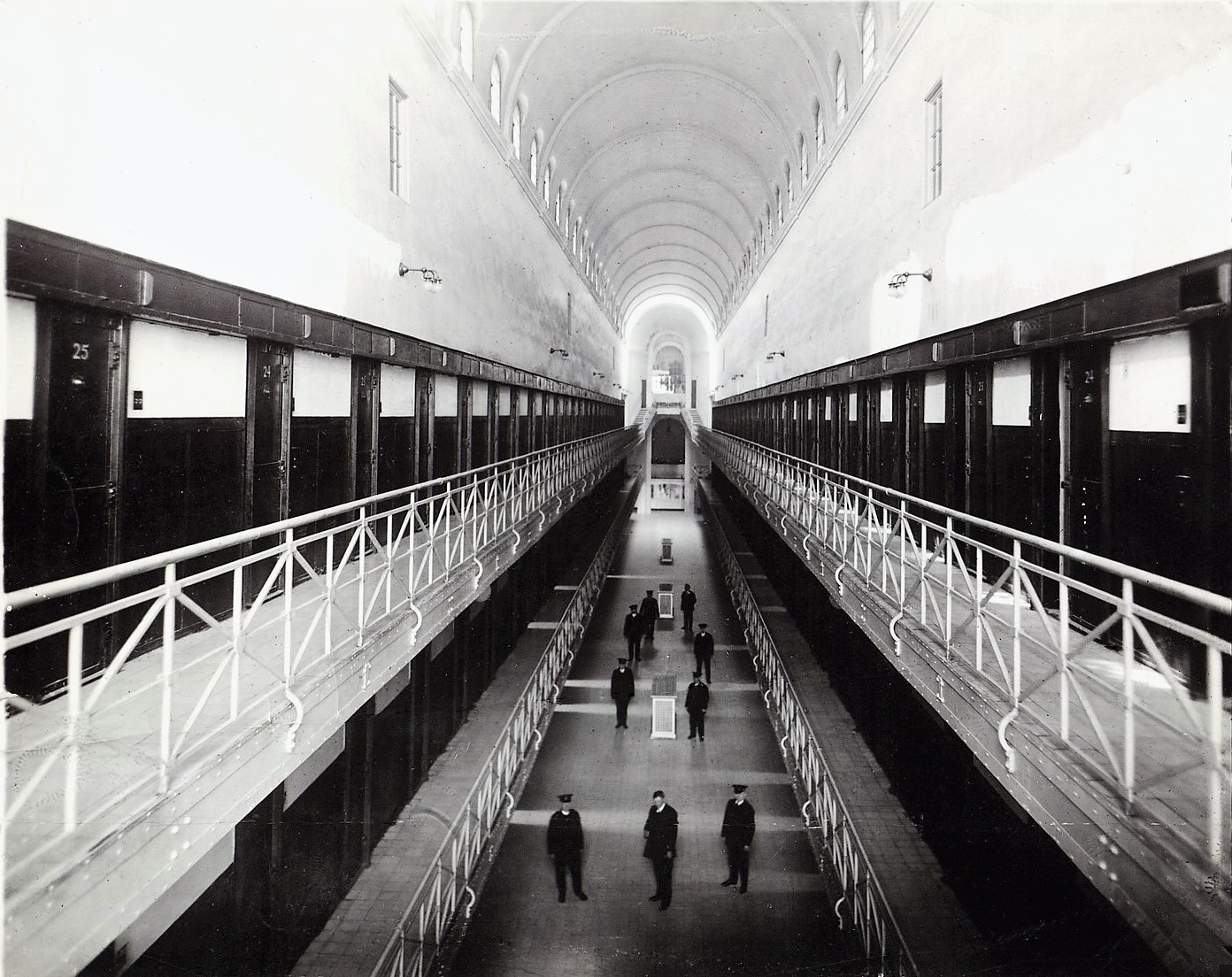
Une aile dans les années 1920

Du point de vue architectural, le centre de détention est en forme d'astérisque avec une tour centrale vers laquelle convergent 6 ailes, surmontée d'un dôme dont la coupole est située à 150 pieds au-dessus du sol. La chapelle catholique occupe le sommet de cette tour. La détention est aussi caractérisée par des cellules aux murs imposants, des portes pleines en fer et de grandes fenêtres donnant sur l'extérieur et des toilettes chimiques.

### Ailes D et B
Au cours de son histoire, la prison a changé de structure interne dans les ailes D et B, qui ont été démolies pour donner place à des secteurs complètement modernes où la technologie joue un rôle essentiel. L'aile D a été remodelée entre les années 1992 (après l'émeute générale) et 1996, puis le secteur B entre 1998 et 2001. Pour ces deux ailes (D et B), on a installé un système de caméra de surveillance relié à une guérite fortifiée aux vitres teintées où un agent contrôle électroniquement les lumières du secteur et des cellules, le verrouillage des portes, les systèmes d'aération et la visualisation par les biais d'écrans reliés aux caméras. Les ailes, qui occupaient environ 200 personnes, sont devenues ainsi des ailes de cinq ou six secteurs (deux par étage) de près de 35 personnes, ce qui facilite le contrôle et l'approche personnalisée et humaine entre l'agent et l'incarcéré. 

### Aile A
En juillet 2007, le secteur A est fermé pour être restructuré complètement.
En juin 2009, le secteur ouvre à nouveau. Il est construit sur le même plan que le secteur B, mais avec des avancées technologiques plus poussées, par exemple, l'ajout de panneaux de contrôle tactile pour l'ouverture des portes.

## Exécutions
Quatre-vingt-deux personnes, dont trois femmes, ont été pendues dans l'enceinte depuis sa construction jusqu'en 1962.

## Émeutes importantes

### 1960
Le 29 juin 1960, des détenus causent des dégâts majeurs. Une semaine après, à cause de conditions de détention difficiles, d'autres troubles éclatent. Les prisonniers se font réprimer par les escouades anti-émeute de la Sûreté du Québec et de la police de Montréal. 

### 1992
En 1992 a eu lieu la plus grande émeute de l'histoire de cette prison. Le grabuge se produit dans quatre ailes (les ailes A et F sont épargnées). Plus de 490 détenus ont accès aux quatre secteurs en plus d'une partie de la cour extérieure et du sous-sol. Plusieurs locaux sont incendiés ainsi qu'une partie de l'aile D. La cause est surtout attribuée à la surpopulation qui sévissait depuis plusieurs mois, surtout dans le secteur D. 
Les agents sont obligés de quitter leurs postes et certains d'entre eux sont placés armés sur le mur de la zone périphérique afin de parer aux évasions. Au début de la matinée, après une nuit agitée, les gardiens de la prison, avec le soutien de l’escouade tactique de la Sûreté du Québec, reprennent le contrôle de la prison. On dénote quelques blessés, dont plusieurs incommodations par la fumée.

### 2003
En 2003 a lieu une émeute dans le secteur A. Une tension entre des agents et des détenus serait la cause de cette émeute. Des objets, comme des boules de billard, sont lancés vers les agents. Par la suite, des incendies sont allumés un peu partout et du matériel brisé. Le grabuge dure toute la nuit. La brigade de pompiers et le groupe d'intervention de la prison, reprennent le contrôle tôt le matin, assisté de l'escouade tactique de la Sureté du Québec.